# Ernst Robert Osterloh

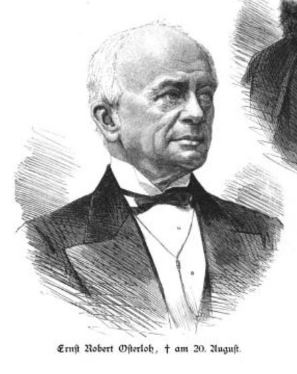
Ernst Robert Osterloh

Ernst Robert Osterloh (auch Robert Osterloh; * 13. März 1813 in Dresden; † 20. August 1884 in Leipzig) war ein deutscher Rechtswissenschaftler und Hochschullehrer.

## Leben
Osterloh besuchte die Kreuzschule in Dresden. 1831 ging er an die Universität Leipzig, an der er Rechtswissenschaft studierte. An der Universität Jena wurde er 1839 zum Doktor der Rechte promoviert. Danach war er ab 1840 als Advokat in Leipzig tätig.
Osterloh nahm 1850 einen Ruf als ordentlicher Professor für Zivilprozessrecht an die Juristenfakultät der Universität Leipzig an und lehrte dort bis einschließlich Sommersemester 1884. Außerdem war er in den Jahren 1853/1854, 1859/1860, 1863/1864, 1867/1868 und 1879/1880 Dekan und über annähernd 15 Jahre Direktor des Convictoriums sowie über fast zehn Jahre Vorsteher des Universitäts-Sängervereins zu St. Pauli.
Osterloh war von 1854 bis 1879 außerordentlicher Beisitzer des Appellationsgerichts Leipzig und von 1869 bis 1873 stellvertretendes Mitglied des Staatsgerichtshofes. Im Jahr 1863 wurde er königlich sächsischer Hofrat und 1875 Geheimer Hofrat. Außerdem verlieh ihm der König 1871 das Ritterkreuz und möglicherweise 1883 das Komturkreuz des Sächsischen Zivilverdienstordens. 
Er wurde im Erbbegräbnis der Familie Cubasch (Nr. 35) in der VIII. Abteilung des Neuen Johannisfriedhofs beerdigt und von dort 1888 in dessen IX. Abteilung überführt. Sein Sohn war der sächsische Generalmajor Gustav Eduard Osterloh.

## Werke (Auswahl)
- Der ordentliche bürgerliche Prozeß nach Königlich Sächsischem Rechte, 2 Bände, Leipzig 1843.
- Summarischen bürgerlichen Prozesse nach Königlich Sächsischem Rechte, Tauchnitz, Leipzig 1845.
- Lehrbuch des gemeinen, deutschen ordentlichen Civilprocesses, 2 Bände, Tauchnitz, Leipzig 1856.
- Die Reform der Civilprozeß-Gesetzgebung in Sachsen und in Deutschland, Leipzig 1865.